# Dengue Dengue Dengue!
Dengue Dengue Dengue! est un groupe péruvien de musique électronique. L'une des caractéristiques de ses concerts en direct est d'apparaître masqué,,.

## Histoire
Le groupe est formé en 2010, lorsque les musiciens de Limean Rafael Pereira et Felipe Salmón, après avoir participé au festival Trimarchi en Argentine, décident d'explorer la cumbia amazonienne et la musique psychédélique par le biais de la musique électronique. L'une de leurs principales influences musicales est Los Wembler's d'Iquitos. En 2012, ils sortent leur premier album, La alianza profana,. Depuis, ils commencent à incorporer différents styles de danses domestiques d'Amérique latine, des Caraïbes et d'Afrique, notamment le zouk, le dancehall, le kuduro et le tarraxo.
En 2014, ils sortent Serpiente dorada, et deux ans plus tard, Siete raíces. En 2018, ils sortent Son de los diablos, en référence à la danse traditionnelle afro-péruvienne, où ils approfondissent ce style musical Dengue Dengue Dengue Dengue Dengue explore les rythmes traditionnels afro-péruviens, notamment sur l'album Zenit y Nadir en 2019, l'une de leurs sorties avec des percussions en direct des frères Ballumbrosio.
En 2020, ils sortent Fiebre, où ils utilisent la polyrythmie et le minimalisme. En août 2020, le duo lance le label Kebrada avec une nouvelle compilation, intitulée Discos en 3/Cuartos, sortie en septembre 2020. La compilation comprend 11 morceaux de différents musiciens et un nouveau titre de Dengue Dengue Dengue Dengue.

## Discographie

### Albums studio
- 2012 : La alianza profana[10]
- 2016 : Siete raíces
- 2020 : Fiebre[8]

### EP
- 2014 : Serpiente dorada[11]
- 2018 : Son de los diablos[12]
- 2018 : Semillero
- 2019 : Zenit y Nadir [13]